# كيم سون يونغ (ممثلة مواليد 1976)
كيم سون يونغ (بالكورية: 김선영)‏ هي ممثلة كورية جنوبية. ولدت يوم 10 أبريل 1976 في غيونغسانغ الشمالية في كوريا الجنوبية.

## روابط خارجية
- كيم سون-يونغ على موقع IMDb (الإنجليزية)
- كيم سون-يونغ على موقع قاعدة بيانات الفيلم (الإنجليزية)
- كيم سون-يونغ على موقع كينوبويسك (الروسية)

لم يتم العثور على روابط لمواقع التواصل الاجتماعي.